# Игнатий I
Игнатий е православен духовник, охридски архиепископ около 1660 година.
Сведенията за архиепископ Игнатий са оскъдни. Заема архиепископския пост не по-рано от 1658 година. Известни са два негови документа, издадени през 1660 година, а през 1662 година вече е напуснал катедрата и е митрополит на Хиос.